# Benjamin Lavernhe
Benjamin Lavernhe (nacido el 14 de agosto de 1984) es un actor francés. Apareció en más de dieciséis películas desde 2009.

## Biografía
Benjamin Lavernhe creció en Poitiers.
Después de un primer año de clases literarias preparatorias en el Liceo Camille-Guérin, primero obtuvo una licencia en información y comunicación, luego asistió a clases nocturnas en Cours Florent. Luego ingresó a la clase gratuita de esta escuela de teatro y tocó bajo la dirección de Jean-Pierre Garnier, Loïc Corbery, Paul Desveaux y Magali.
En 2008 nuevamente, protagonizó sus primeras películas en televisión: La Cagnotte , luego en 2009 Les Méchantes, dos películas dirigidas por Philippe Monnier.
En 2019 , interpreta al mejor amigo del héroe de la fantástica comedia romántica Un amor a segunda vista, dirigida por Hugo Gélin .
En 2021, participa el elenco del film francés "Delicioso". 
En este mismo año también interviene en la producción "El acusado". Título original: "Les Choses humaines"  
En 2024 coprotagoniza la comedia dramática  "Por todo lo alto", (En fanfare).